# Cornea (gmina)
Gmina Cornea – gmina w okręgu Caraș-Severin w zachodniej Rumunii. Zamieszkuje ją 1890 osób. W skład gminy wchodzą miejscowości Cornea, Crușovăț, Cuptoare i Macoviște. 